# Église de l'Annonciation de Jelnino
L'église de l'Annonciation (Церковь Благовещения Пресвятой Богородицы) est une église orthodoxe située en Russie dans le village de Jelnino du district municipal de Dzerjinsk (oblast de Nijni Novgorod). Cette église dédiée à l'Annonciation dépend du doyenné de la Résurrection de l'éparchie de Nijni Novgorod de l'Église orthodoxe russe. 

## Histoire
Cette église de briques est construite en 1878 sur les fonds du riche marchand de la 1re guilde, Stepan Soline. Elle est consacrée en 1879.
L'église est fermée par les autorités communistes locales en 1937. Peu à peu, elle sombre dans un état de demi-ruine. 
L'église est rendue en 1988 à l'Église orthodoxe russe et c'est la première de toute la région de Dzerjinsk à célébrer la liturgie divine. L'église du dimanche pour la catéchisation des enfants commence en 1994, ainsi qu'en 2003 l'organisation orthodoxe pour les adolescents Vitiazi sur le modèle du scoutisme.
Le 27 novembre 2010, l'archevêque Georges de Nijni Novgorod consacre l'autel secondaire (droit) à saint Nicolas. 